# فيروتشيو لامبورغيني
فيروتشيو إليو أرتورو لامبورغيني (بالإيطالية: Ferruccio Lamborghini)‏ (28 أبريل 1916 - 20 فبراير 1993) رجل أعمال إيطالي ومؤسس شركة السيارات التي تحمل اسمه لامبورغيني.
ولد في مزارع العنب في رينازو، من «كوميون» من سنتو في منطقة إميليا رومانيا، قادته خبرته الميكانيكية إلى دخول أعمال صناعة الجرارات في عام 1948، عندما أسس لامبورغيني تراتوري، والتي سرعان ما أصبحت الشركة المصنعة الهامة للمعدات الزراعية في خضم الازدهار الاقتصادي بعد الحرب العالمية الثانية لإيطاليا. في عام 1959، افتتح مصنع سخان زيت حراري، لامبورجيني بروسياتوري، الذي دخل فيما بعد العمل لإنتاج معدات تكييف الهواء. في عام 1963، قام بتأسيس أوتوموبيلي لامبورغيني، وهو صانع للسيارات الرياضية الراقية في سانت أغاتا بولونييزي. أسس لامبورغيني شركة رابعة، لامبورغيني أوليوديناميكا في عام 1969. باع لامبورغيني العديد من اهتماماته في أواخر السبعينات وتقاعد في عقار في أومبريا، حيث تابع صناعة النبيذ.

## نشأته
ولدت فيروتشيو لامبورغيني في 28 أبريل 1916 لمزراعي الكروم أنطونيو وإيفيلينا لامبورغيني في منزل رقم 22 في ريناتسو دي سينتو، في مقاطعة فيرارا، في منطقة إميليا رومانيا بشمال إيطاليا. وفقًا لشهادة المعمودية الخاصة به، تم تعميده ككاثوليكي بعد أربعة أيام من ولادته.
عندما كان شابًا انجذبت لامبورغيني إلى الآلات الزراعية بدلاً من أسلوب الحياة الزراعي نفسه. بعد اهتمامه بالميكانيكا، درس لامبورغيني في معهد فراتيلي تاديا التقني بالقرب من بولونيا. في عام 1940 تم تجنيده في سلاح الجو الملكي الإيطالي، حيث عمل ميكانيكيًا في الحامية الإيطالية في جزيرة رودس (أراضي مملكة إيطاليا منذ عام 1911، بعد الحرب الإيطالية التركية) ، أصبح مشرفًا على وحدة صيانة المركبات. تم أسر لامبورغيني عندما سقطت الجزيرة في يد البريطانيين في نهاية الحرب عام 1945، ولم يتمكن من العودة إلى دياره حتى العام التالي. تزوج، لكن توفيت زوجته في عام 1947 أثناء ولادة طفله الأول، وهو صبي اسمه تونينو.

## معرض صور

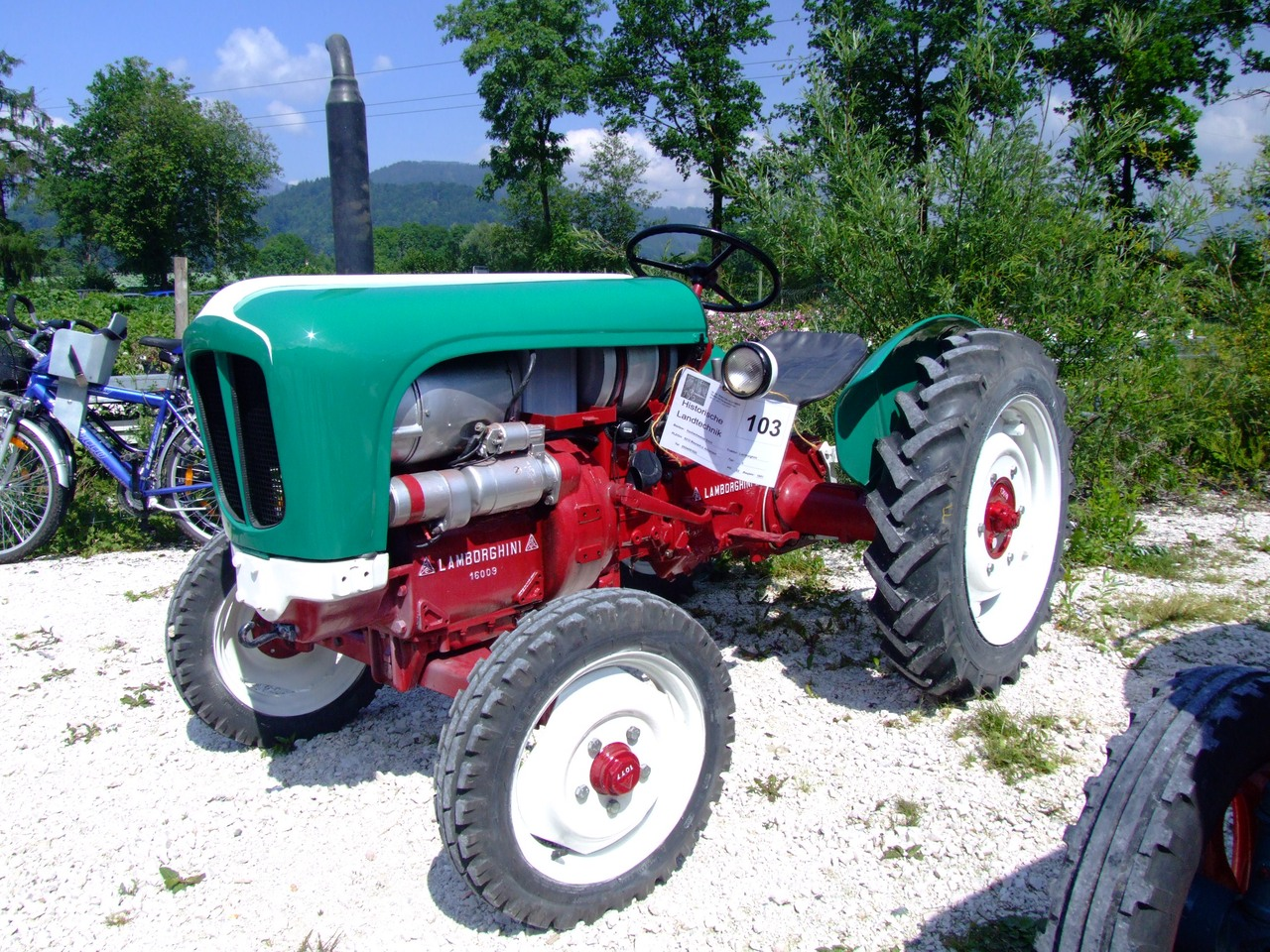
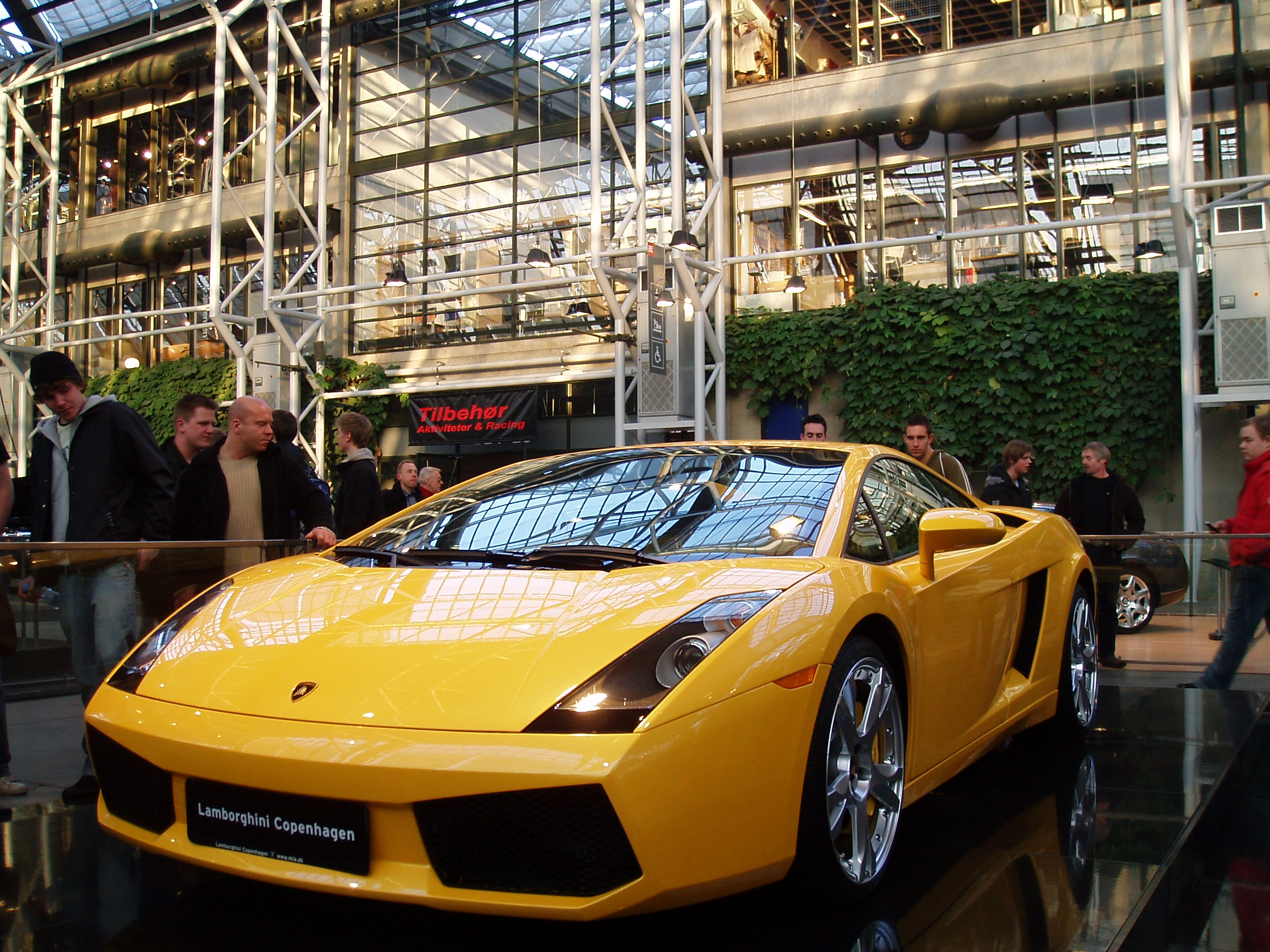
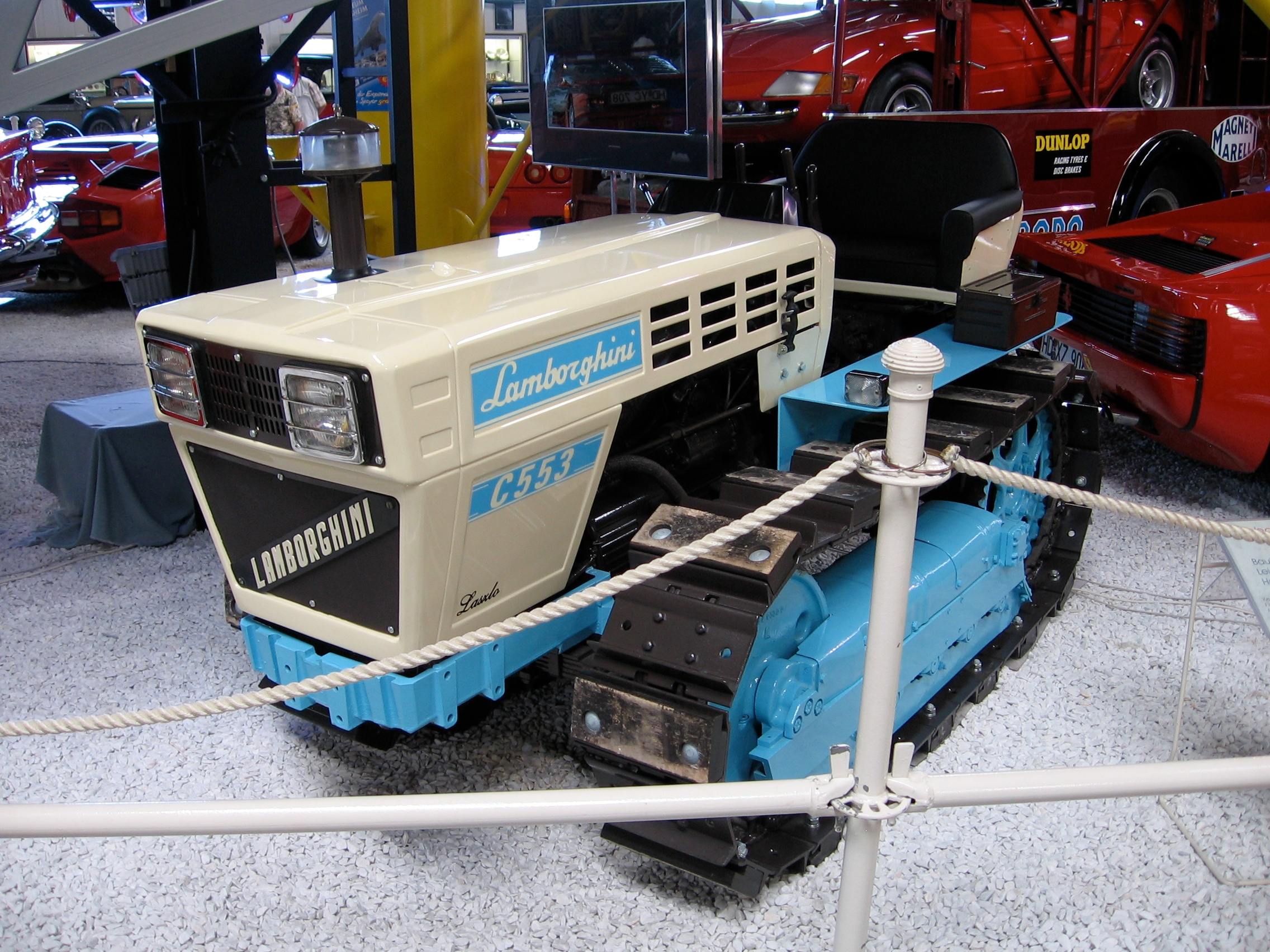
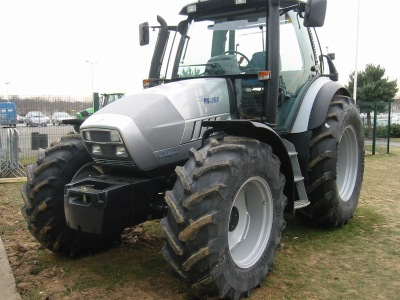